# 克莉絲朵·凱兒
克莉絲朵·凱兒（Crystal Kay，1986年2月26日—，全名：克莉絲朵·凱兒·威廉、Crystal Kay Williams）是日本女性歌手，出身於神奈川縣橫濱市。所屬唱片公司Delicious Deli Records。其中文名字為新力音樂娛樂中文官方網站所使用，一般多以其前兩個名字Crystal Kay作為稱呼，亦略稱CK。

## 來歷

### 出道以前
父親是來自美國紐澤西州的非裔美國人貝斯手，而母親是在日韓國人的職業歌手shunkay。在六歲的時候已經開始出道，與母親共同出演一個廣告。此後開始在各個不同的廣告作為配樂，在13歲的時候，她所配樂的其中一個飲料廣告中引起廣泛的注意，推出了第一張單曲「Eternal Memories」。由於中學的時候在橫濱美國人學校就讀，因此她說得一口流利的日語和英語。

### 初出道時期
2001年，發行的第二張專輯「637 -always and forever-」開始打進Oricon專輯榜首20位。
在2002年，她推出了第二張專輯「almost seventeen」在Oricon排行立即在第二位，其後更與Hip-hop系歌唱組合m-flo合作，推出了多張單曲（以Crystal Kay loves m-flo及m-flo loves Crystal Kay名義登場）。在2003年未推出了首張全為英語歌曲的專輯「Natural -World Premire Album」試探國際市場反應。

### 漸頭露角
她首次在大受歡迎動畫《鋼之鍊金術師》片尾曲之一「Motherland」，成功以單曲打進頭10位。在同年，經過歌迷的投票後，推出了以出道五年為題，以舊曲為主的專輯「CK5」。在學業方面，她考上了上智大學國際教養學部，與歌手出道的安良城紅（現時藝名為BENI）是同系同級生。2005年在電視劇的《為愛向錢衝》主題曲（墜入情網），現時在單曲中銷量排行最高。同年與化學超男子合唱推出的單曲「Two As One」，
在2006年1月發售Kirakuni / Together，當中的Kirakuni忍者為背景，受到了外國人的注目。在2月22日推出了「Call me Miss...」後，有大半年的時間沒有推出單曲及專輯。

### 2007年以後
直到2007年1月17日推出了「直到永遠」的單曲，是電影作品妹妹戀人的主題曲。接著在2月28日推出了以話題漫畫作品《交響情人夢》改編的動畫片尾曲（近情難怯），該曲是根據貝多芬的第七號交響曲改編而成。
2007年6月20日發行的第七張專輯ALL YOURS終於成功進入Oricon公信榜的第一位。
2010年出演電視劇《左眼偵探EYE》。

### 環球音樂
2011年11月，在網誌發展加盟環球音樂旗下的Delicious Deli Records，2011年12月發行首張單曲Superman。

## 作品
括號為發行日期

### 單曲
1. Eternal Memories（1999年7月1日）
2. TEENAGE UNIVERSE ～Chewing Gum Baby （1999年9月8日）
3. （小徑的花，1999年11月3日）
4. Shadows of Desire （2000年3月23日）
5. Girl's Night （2001年5月9日）
6. Ex-Boyfriend feat. Verbal（2001年7月4日）
7. Think of U（2001年11月28日）
8. hard to say （2002年8月7日）
9. Girl U Love （2002年10月23日）
10. Boyfriend -part II- （2003年1月22日）
11. I LIKE IT (Crystal Kay loves m-flo) (2003年6月28日)
12. Candy （2003年10月22日）
13. Can't be Stopped （2003年11月27日）
14. Motherland （2004年5月12日）【 鋼の錬金術師Fullmetal AlchemistED3】
15. Bye My Darling! （2004年11月17日）
16. Kiss （2005年1月26日）
17. （墜入情網，2005年5月18日）
18. Two As One (Crystal Kay x CHEMISTRY)（2005年10月5日）
19. Kirakuni / Together （2006年2月8日）
20. （直到永遠，2007年1月17日）
21. （近情難怯，2007年2月28日）
22. （在你身邊，2007年5月16日）
23. （2008年6月11日）
24. ONE（2008年7月16日）【神奇寶貝劇場版：騎拉帝納與冰空的花束 潔咪ED】
25. After Love -First Boyfriend- feat. KANAME（CHEMISTRY）／Girlfriend feat. BoA （2009年8月13日）
26. （2010年11月24日）
27. Superman （2011年12月14日）
28. （2012年3月14日）
29. Forever （2012年6月6日）

### 專輯
1. C.L.L CRYSTAL LOVER LIGHT （2000年3月23日）
2. 637 -always and forever- （2001年8月22日）
3. almost seventeen （繽紛17，2002年10月23日）Oricon初上榜第二位
4. 4 REAL （真我丰采，2003年11月27日）
5. Crystal Style （克莉獨型，2005年3月2日）Oricon初上榜第二位
6. Call me Miss... （2006年2月22日）Oricon初上榜第二位
7. ALL YOURS （專屬於你，2007年6月20日）Oricon初上榜第一位
8. Color Change（2008年8月6日）
9. Spin The Music（2010年12月8日）
10. VIVID (2012年6月27日)

#### 特別專輯
Natural -World Premire Album- （2003年12月17日）
CK5 （2004年6月30日）Oricon初登場第二位，為她出道五週年發售的專輯
Shinning（2007年11月28日）迷你專輯
BEST of CRYSTAL KAY（2009年9月2日）出道十週年發售的第一張精選輯
THE BEST REMIXES of CK（2009年12月16日）Remix
FLASH（2010年6月16日）迷你專輯

## 外部連結
- 官方網站 （页面存档备份，存于）
- 官方網誌「Hama Girl」 （页面存档备份，存于）
- 克莉絲朵·凱兒的X（前Twitter）
- Crystal Kay Official Facebook Page的Facebook專頁
- Crystal Kayのトーク （页面存档备份，存于） - 755

過去
- Sony Music Entertainment 時期的官方網站 （页面存档备份，存于）